# Tat'jana Lysenko
Tat'jana Viktorovna Lysenko (in russo Татьяна Викторовна Лысенко?; Batajsk, 9 ottobre 1983) è una martellista russa, campionessa mondiale a Taegu 2011.

## Biografia
Ai campionati mondiali di Helsinki 2005 ha vinto la medaglia di bronzo (diventata nel 2013 d'argento per la squalifica della vincitrice Ol'ga Kuzenkova), mentre ai campionati europei di Göteborg dell'anno seguente ha conseguito la medaglia d'oro.
Dal 15 luglio 2005 al 12 giugno 2006 e dal 24 giugno 2006 al 22 agosto 2009 è stata primatista mondiale del lancio del martello, rispettivamente con le misure di 77,06 metri e di 77,41 metri (poi migliorato a 77,80 metri).
Il 21 luglio 2007 è stata trovata positiva ad un test antidoping eseguito il 9 maggio dello stesso anno.
Il 19 maggio 2008, dopo essere stata riconosciuta colpevole nell'uso del 6α-metilandrostendione, è stata sanzionata dalla Federazione russa di atletica con una squalifica dalle gare di due anni, dal 15 luglio 2007 al 14 luglio 2009, e con l'annullamento di tutti i risultati ottenuti a partire dal 9 maggio 2007, compreso il record mondiale di 78,61 metri realizzato il 26 maggio 2007.

## Record nazionali
- Lancio del martello: 78,51 m ( Čeboksary, 5 luglio 2012).

## Palmarès
| Anno | Manifestazione   | Sede       | Evento              | Risultato | Prestazione | Note                                     |
| ---- | ---------------- | ---------- | ------------------- | --------- | ----------- | ---------------------------------------- |
| 2003 | Europei under 23 | Bydgoszcz  | Lancio del martello | 5ª        | 64,48 m     |                                          |
| 2003 | Universiadi      | Taegu      | Lancio del martello | 5ª        | 62,04 m     |                                          |
| 2004 | Giochi olimpici  | Atene      | Lancio del martello | 19ª (q)   | 66,82 m     |                                          |
| 2005 | Mondiali         | Helsinki   | Lancio del martello | Argento   | 72,46 m     |                                          |
| 2006 | Europei          | Göteborg   | Lancio del martello | Oro       | 76,67 m     | Record dei campionati                    |
| 2009 | Mondiali         | Berlino    | Lancio del martello | 6ª        | 72,22 m     |                                          |
| 2010 | Europei          | Barcellona | Lancio del martello | Argento   | 75,65 m     |                                          |
| 2011 | Mondiali         | Taegu      | Lancio del martello | Oro       | 77,13 m     | Miglior prestazione personale stagionale |
| 2012 | Giochi olimpici  | Londra     | Lancio del martello | dq        | 78,18 m     |                                          |
| 2013 | Mondiali         | Mosca      | Lancio del martello | dq        | 78,80 m     |                                          |

## Altre competizioni internazionali
2006
- Coppa Europa di atletica leggera ( Malaga)

2010
- Campionati europei a squadre di atletica leggera ( Bergen)
- Oro al DécaNation ( Annecy), lancio del martello - 72,95 m

2011
- Oro al DécaNation ( Nizza), lancio del martello - 74,17 m